# Upernavik
Upernavik is een plaats en voormalige gemeente in het noorden van Groenland bij de Baffinbaai. In 2014 telde Upernavik 1.124 inwoners.
Op 1 januari 2009 is de gemeente opgeheven en opgegaan in de gemeente Qaasuitsup en maakt sinds 1 januari 2018 deel uit van de gemeente Avannaata.
De plaats wordt omschreven in het boek Reizen en lotgevallen van Kapitein Hatteras van Jules Verne.

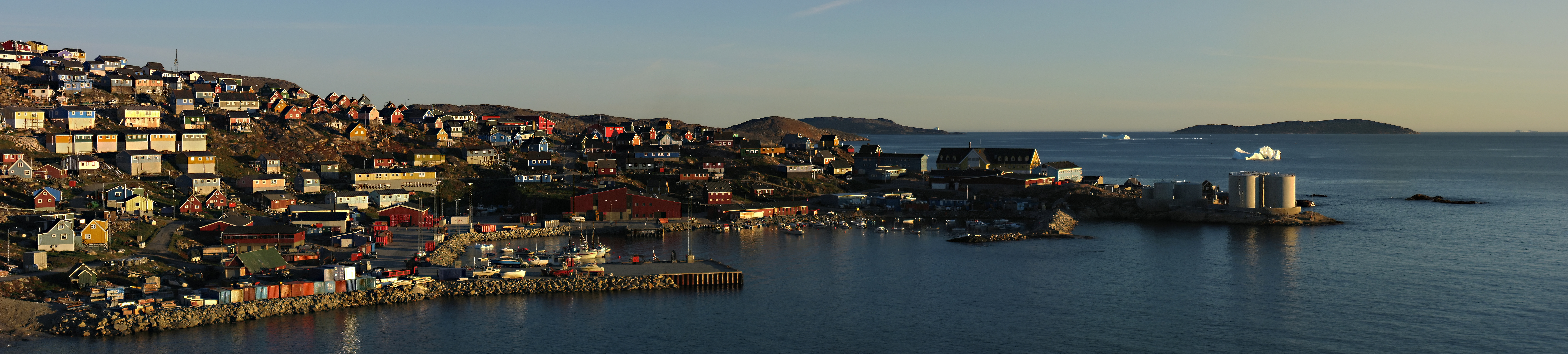
Zicht op de plaats

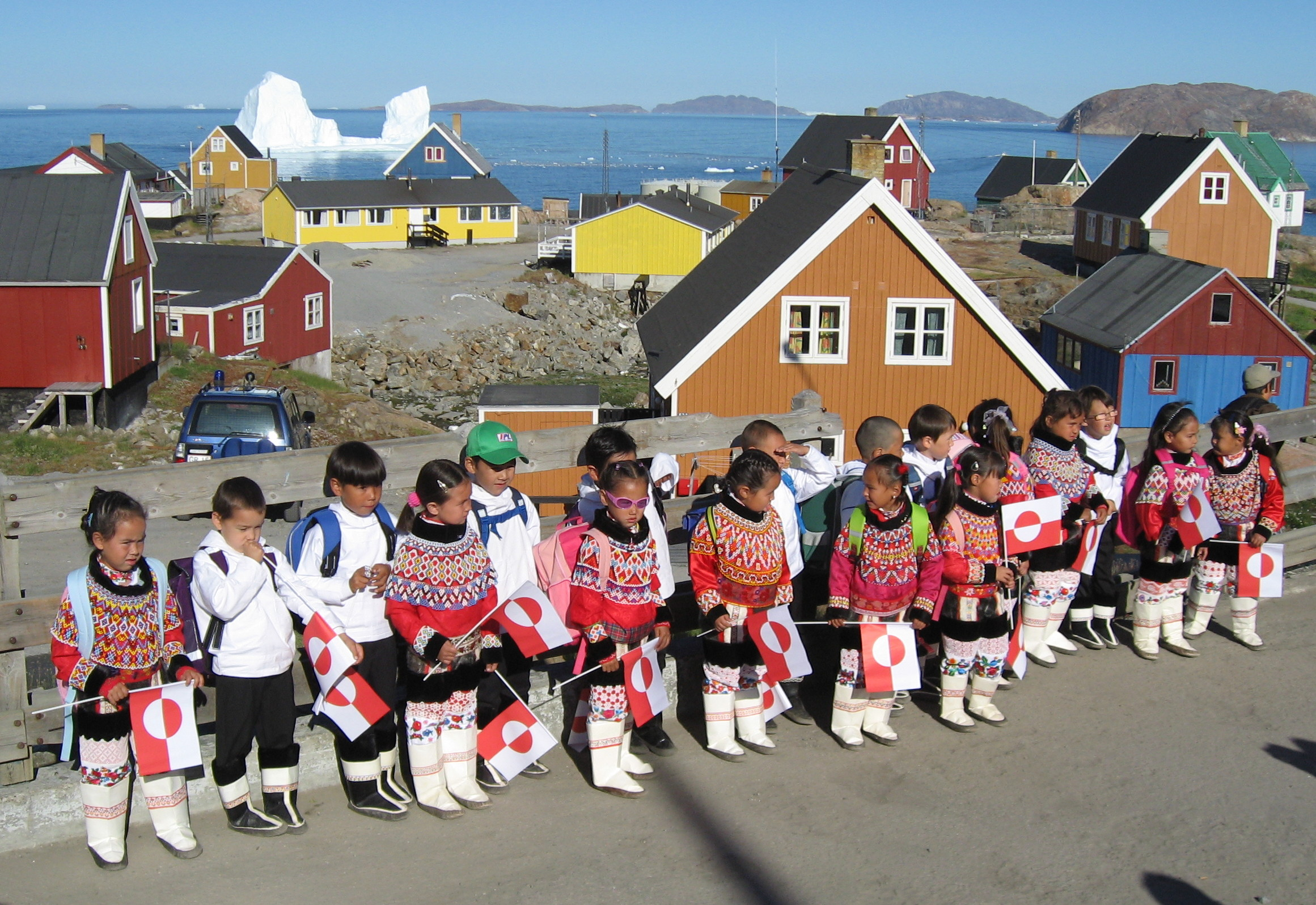
Eerste schooldag op 14 augustus 2007 in Upernavik, de kinderen dragen de nationale klederdracht

- Library of Congress Control Number: no2006005106
- Nationale Bibliotheek van Israël: 987011102600805171
- Système universitaire de documentation: 027876977
- Virtual International Authority File: 146748486

Voormalige landsdelen: Kitaa  · Tunu  · Avannaa

Voormalige gemeenten: Aasiaat  · Ammassalik · Ilulissat · Ittoqqortoormiit  · Ivittuut · Kangaatsiaq  · Maniitsoq · Nanortalik · Narsaq · Nuuk · Paamiut · Qaanaaq · Qaasuitsup · Qaqortoq · Qasigiannguit · Qeqertarsuaq · Sisimiut · Upernavik · Uummannaq